# 革命の子供たち (1996年の映画)
『革命の子供たち』（かくめいのこどもたち、原題：Children of the Revolution）は、1996年制作のオーストラリア映画。
「スターリンに隠し子がいた」という大胆な発想を基に、スターリンの私生児を産んだ女性とその息子が辿る数奇な運命を、インタビューやニュース映像を絡ませて、史実とフィクションを巧みに交差させたコミカルなタッチで描いた作品。
第38回オーストラリア映画テレビ芸術アカデミー賞主演女優賞受賞（ジュディ・デイヴィス）。

## あらすじ
1951年、シドニーに住む熱烈な共産主義者の女性ジョーンはスターリンに憧れ、ファンレターを出し続けていた。
そしてついに彼女はモスクワに招待され、スターリンと面会するが、その夜スターリンと一夜を共にし、さらに彼を腹上死させてしまう。
帰国したジョーンは、かねてから彼女に求婚していたザッカリーと結婚、やがて息子ジョーを産んだ。ジョーは母から思想教育と神格化されたスターリン像を教え込まれて、母親譲りの共産主義活動家に成長していく。
だが、ジョーはやがて風貌がスターリンそっくりになっていき、さらに粛正を断行して、父親ばりの独裁者になろうとしていた。息子の身を案じたジョーンはある行動に出る。

## キャスト
- ジョーン：ジュディ・デイヴィス
- ザッカリー・ウェルチ：ジェフリー・ラッシュ
- ジョー・ウェルチ：リチャード・ロクスバーグ
- デヴィッド（ナイン）：サム・ニール
- アンナ：レイチェル・グリフィス
- スランスキー：ローワン・ウッズ
- ヨシフ・スターリン：F・マーリー・エイブラハム